# تشارلز بولارد
تشارلز بولارد (بالإنجليزية: Charles Pollard)‏ هو لاعب كرة قدم غياني، ولد في 24 مارس 1973 في جورج تاون في غيانا. شارك مع منتخب غيانا لكرة القدم. أما مع النوادي، فقد لعب مع دبليو كونكشن وسان جوان جابلوتي وكاليدونيا إي آي إي ونادي جو بابليك ونجوم الشمال الشرقي.

## وصلات خارجية
- تشارلز بولارد على موقع الاتحاد الدولي (مؤرشف)  (الإنجليزية)
- تشارلز بولارد على موقع قاعدة بيانات كرة القدم.إي يو (الإنجليزية)
- تشارلز بولارد على موقع ناشيونال فوتبول تيمز (الإنجليزية)